# Дјоржа
Дјоржа (рус. Дёржа) река је на северозападу европског дела Руске Федерације. Протиче преко територија Шаховског рејона Московске и Зупцовског рејона Тверске области.
Десна је притока реке Волге у коју се улива низводно од града Зупцова.
Укупна дужина водотока је 89 km, а површина сливног подручја 730 km². Под ледом је од средине новембра до почетка априла. Доминира нивални режим храњења (топљењем снега).